# Ddu-Du Ddu-Du
Singles de Blackpink
As If It's Your Last
(2017) Kill This Love
(2019)
Ddu-Du Ddu-Du (hangeul : 뚜두뚜두 ; RR : ttuduttudu) est une chanson enregistrée par le girl group sud-coréen Blackpink. Elle sort le 15 juin 2018 via YG Entertainment, en tant que premier single du troisième EP en coréen du groupe, Square Up; après Square One et Square Two. La version japonaise du single sort via YGEX le 22 août 2018 et est distribuée en trois formats physiques. Décrit comme une chanson pop-rap imprégnée de rythmes trap et de sons bubblegum pop, le morceau est écrit par Teddy, collaborateur de YG, tandis que la production et la composition sont assurées par Teddy, 24 ans, Bekuh Boom et R. Tee.
Ddu-Du Ddu-Du est un succès commercial en Corée du Sud et atteint la première place du Gaon Digital Chart pendant trois semaines, marquant le deuxième single numéro un de Blackpink dans le pays et gagnant les points hebdomadaires les plus élevés de l'histoire du classement. La chanson domine également les charts nationaux à Singapour et en Malaisie, en plus de culminer au sommet des charts Billboard K-pop Hot 100 et World Digital Songs. Il s'agit de la première entrée du groupe au Billboard Hot 100 américain et de la chanson la mieux classée d'un groupe féminin de K-pop dans le classement, et également la première chanson d'un girl group K-pop à entrer dans le UK Singles Chart. La chanson est certifiée double platine pour le streaming et platine pour les ventes numériques par la Korea Music Content Association (KMCA) et est en outre certifiée or aux États-Unis et au Japon et argent au Royaume-Uni.
Le clip vidéo qui l'accompagne est mis en ligne sur la chaîne YouTube officielle du groupe le même jour et devient rapidement la vidéo en ligne la plus regardée au cours des premières 24 heures par un groupe coréen, et le deuxième clip vidéo le plus regardé de tous les temps en 24 heures. Il est depuis devenu le premier clip d'un groupe de K-pop à atteindre 1 milliard ainsi que 2 milliards de vues, et est le clip le plus regardé d'un groupe de K-pop sur YouTube. Elle est également l'une des vidéos les plus appréciées sur YouTube avec plus de 23 millions de likes sur la plateforme. Elle est nommée chanson de l'année grâce à l'enquête publique menée par Gallup Corée en 2018.

## Contexte et version
Le 4 juin 2018, YG Entertainment confirme via YG Life que Blackpink sortira son premier mini-album en coréen Square Up le 15 juin, avec Ddu-Du Ddu-Du comme chanson titre. Il s'agit de la première sortie originale du groupe en un an, depuis As If It's Your Last en juin 2017. Le nom du morceau attire l'attention des fans car le nom de la chanson rappelle une onomatopée et suscite la curiosité concernant son genre et son concept. À la suite d'une série de photos conceptuelles et de teasers, Blackpink déclare : « Comme il s'agit de notre premier mini-album et de notre retour après un an, nous avons préparé chaque chanson avec beaucoup de sincérité et d'affection ». De plus, Jennie commente : « Je suis confiante et j'attends avec impatience notre retour. Je suis heureuse de pouvoir exprimer la musicalité de Blackpink de différentes manières. ».
Ddu-Du Ddu-Du sort en téléchargement numérique et en streaming le 15 juin 2018, en collaboration avec Square Up. Elle est écrite et produite par Teddy et coproduite par Teddy, Bekuh Boom, 24 et R. Tee. Le 17 août, YGEX annonce qu'une version japonaise du morceau sortira en tant que premier single du groupe au Japon le 22 août. Il est ensuite distribué sous trois formats physiques : une édition régulière sur CD uniquement, une édition CD+DVD en édition limitée et une édition CD mettant en vedette chaque membre. Les éditions régulières et limitées incluent tous les morceaux de Square Up, en plus de la version japonaise du single.

## Composition
Le morceau est décrit comme un « morceau pop-rap féroce débordant de charisme » qui « présente un rythme trap important » imprégné de sons bubblegum pop,. Il combine des instrumentations de rythmes de percussions orientales et des sifflements au-dessus de la ligne de basse.

## Performances commerciales
En Corée du Sud, Ddu-Du Ddu-Du fait ses débuts à la troisième place du Gaon Digital Chart pour la semaine du 16 juin. La semaine suivante, la chanson se hisse à la première place, ce qui en fait le deuxième single numéro un de Blackpink dans le pays. Il bat les points hebdomadaires les plus élevés du Gaon Digital Chart, précédemment détenu par son partenaire du label Big Bang avec le single Flower Road. Il reste au sommet du classement pendant trois semaines et passe ensuite plus de 50 semaines dans le top 100. Il est ensuite certifié platine pour le téléchargement et le streaming par la Korea Music Content Association (KMCA) avec 100 millions de flux le 8 novembre 2018 et 2,5 millions de ventes numériques le 11 avril 2019,. Le remix de Ddu-Du Ddu-Du dans Kill This Love culmine à la 100e place du Gaon Download Chart en avril 2019. La version japonaise du single fait ses débuts à la 6e place du classement japonais Oricon Daily Singles Chart et culmine à la 2e place six jours plus tard, vendant 3 725 unités,. Sur l'équivalent hebdomadaire du classement, la chanson fait ses débuts à la 7e place et se vend à 24 385 exemplaires. La chanson est certifiée disque d'or pour 50 millions de streams par la Recording Industry Association of Japan (RIAJ) en juillet 2021.
Aux États-Unis, Ddu-Du Ddu-Du fait ses débuts et atteint la 55e place du Billboard Hot 100 le 30 juin 2018, devenant simultanément la chanson la mieux classée d'un girl group coréen dans le classement battant le record détenu depuis 2008 par Nobody des Wonder Girls. Au cours de sa première semaine, la chanson accumule 12,4 millions d'écoutes et vend plus de 7 000 unités numériques dans le pays. Selon Nielsen, la chanson reçoit 113 millions de streams à la demande en 2018. Le 23 août 2019, la chanson est certifiée or par la Recording Industry Association of America (RIAA), pour des ventes équivalentes à 500 000 unités, devenant ainsi le premier girl groupe coréen et la troisième artiste coréenne à recevoir la certification, après Psy et BTS. Au Canada, Ddu-Du Ddu-Du fait ses débuts à la 22e place du Canadian Hot 100 et reste dans le classement pendant dix semaines. En Europe, la chanson culmine à la 32e place des classements écossais des singles et des albums  et à la 78e place du UK Singles Chart, ce qui en fait le premier girl group de K-pop de l'histoire à entrer dans le classement. Le morceau atteint 13,7 millions de streams au Royaume-Uni en avril 2019 et 45,5 millions en septembre 2022, devenant ainsi la chanson la plus écoutée du groupe dans le pays,. En juin 2021, la chanson reçoit une certification argent dans le pays par la British Phonographic Industry (BPI) pour des ventes équivalentes à 200 000 unités.

## Réception critique
Ddu-Du Ddu-Du reçoit des critiques mitigées à positives de la part des critiques musicaux. Hwang Seon-up du webzine coréen IZM lui attribue une note de 3,5/5, où il déclare que le « beat trap ordinaire » est rencontré de manière inattendue par les instrumentations des synthés, où il a « le sens de créer un point culminant avec le drop de Ddu-Du Ddu-Du... exceptionnel ». Écrivant pour The 405, Chase McMullen qualifie la chanson de bruyante et de « magnifiquement ridicule », et qualifie le refrain de « essentiellement absurde ». Il écrit que « ce qui est dit [est] moins important que la façon dont ils le disent, renforçant la force sur des cadences et des couplets irrésistibles, qu'ils soient chantés ou rappés, coulant de manière transparente ». Jeff Benjamin pour Paper fait l'éloge de la production musicale de la chanson et le classe à la 13e place des 20 meilleures chansons K-Pop de 2018, commentant que la chanson « trouve le bon équilibre entre le hip-hop dur, les harmonies mielleuses et le brouhaha brumeux de l'EDM ». De plus, Benjamin ajoute que « dès le cri d'ouverture du nom de leur groupe, Blackpink délivre l'un des hymnes les plus forts de l'année »
Rhian Daly de NME classe Ddu-Du Ddu-Du comme la meilleure chanson de la discographie du groupe en mai 2019, écrivant que « c'est un hymne puissant et sans restriction, rempli de confiance en soi et de fanfaronnade suprêmes ». En décembre 2019, Taylor Glasby du British GQ désigne la chanson comme le point culminant de la K-pop en 2018, en plus d'être l'un des éléments qui ont changé la donne d'une décennie de K-pop. Glasby écrit que la chanson « a l'air exactement aussi brillante que un OTT K-pop le doit, il y a ce refrain de titre accrocheur, les rappeurs injectent une confiance sournoise dans les couplets et une construction émotionnelle dans le refrain donne aux chanteuses un espace pour se mettre sous tension ». Palmer Haasch de Business Insider se montre cependant défavorable à la chanson, écrivant en 2020 qu'elle « est dramatique et remplie à ras bord de confiance, mais elle n'a pas le même genre de substance thématique que des morceaux comme Kill This Love, bien qu'il suive une structure similaire ». Haasch ajoute en outre que « le pont et les mesures finales ne semblent pas être une conclusion particulièrement satisfaisante ».
Dans une sélection de 35 experts en musique organisée par Melon et le journal Seoul Shinmun classant les 100 meilleures chansons K-pop de tous les temps, Ddu-Du Ddu-Du se classe à la 13e place, le directeur de KBS Radio, Soyeon Kang, écrivant que « la flamme rose » incarnée par la chanson « lancé un signal en tant que girl group K-pop auquel le monde prête attention ». Kang souligne le succès record de Blackpink et déclare que « le développement énergique de chansons basé sur des rythmes trap EDM » ainsi que ses accroches fortes établissent l'identité de Blackpink, et en même temps montrent le potentiel de jusqu'où elles peuvent aller dans le futur,.
| Critique/Publication | Année | Liste                                                              | Rang | Ref.   |
| -------------------- | ----- | ------------------------------------------------------------------ | ---- | ------ |
| British GQ           | 2019  | Meilleures chansons K-Pop de la décennie                           |      | [ 27 ] |
| Melon                | 2021  | Top 100 des chansons K-pop de tous les temps                       | 13   | [ 30 ] |
| The New York Times   | 2018  | Les 65 meilleures chansons de 2018                                 | 31   | [ 31 ] |
| Paper                | 2018  | Top 20 des chansons K-pop de 2018                                  | 13   | [ 25 ] |
| Rolling Stone        | 2018  | 10 meilleurs vidéoclips de 2018                                    | 8    | [ 32 ] |
| Rolling Stone        | 2023  | 100 plus grandes chansons de l'histoire de la musique pop coréenne | 6    | [ 33 ] |
| YouTube Rewind       | 2018  | Top 10 des vidéoclips les plus populaires en Corée en 2018         | 2    | [ 34 ] |

## Distinctions
Ddu-Du Ddu-Du remporte 11 premiers prix dans les programmes musicaux sud-coréens, dont une quadruple couronne dans Show!, Music Core et une triple couronne sur Inkigayo et M Countdown. Elle remporte également trois Melon Popularity Awards hebdomadaires du 2 au 16 juillet 2018.
| Programme        | Date             | Ref.   |
| ---------------- | ---------------- | ------ |
| Show! Music Core | 23 juin 2018     | [ 36 ] |
| Show! Music Core | 30 juin 2018     | [ 37 ] |
| Show! Music Core | 7 juillet 2018   | [ 38 ] |
| Show! Music Core | 14 juillet 2018  | [ 39 ] |
| Inkigayo         | 24 juin 2018     | [ 40 ] |
| Inkigayo         | 1er juillet 2018 | [ 41 ] |
| Inkigayo         | 8 juillet 2018   | [ 42 ] |
| M Countdown      | 28 juin 2018     | [ 43 ] |
| M Countdown      | 5 juillet 2018   | [ 44 ] |
| M Countdown      | 12 juillet 2018  | [ 45 ] |
| Music Bank       | 29 juin 2018     | [ 46 ] |

## Clip musical
Le clip de Ddu-Du Ddu-Du est mis en ligne sur la chaîne YouTube officielle du groupe le 15 juin à l'occasion de la sortie du single. Elle devient rapidement la vidéo en ligne la plus regardée au cours des premières 24 heures pour un groupe coréen, et le deuxième clip vidéo le plus regardé de tous les temps avec plus de 36,2 millions de vues dans les 24 heures suivant sa sortie, dépassant Gentleman de Psy (2013) et juste derrière Look What You Made Me Do de Taylor Swift (2017). Le clip est visionné 100 millions de fois en 10 jours, faisant de Ddu-Du Ddu-Du le seul clip d'un groupe entièrement féminin à avoir réussi cet exploit. En novembre 2018, cinq mois après sa sortie, il devient le clip vidéo d'un groupe de K-pop à atteindre 500 millions de vues le plus rapidement et la cinquième vidéo K-pop la plus regardée de tous les temps à l'époque. Rolling Stone la nomme huitième meilleur clip vidéo de 2018, le décrivant comme « un exploit de créativité dingue et maximaliste qui comprend la meilleure utilisation d'un tank dans un clip vidéo depuis Make 'Em Say Uhh! en 1998 ». Une vidéo de pratique de la danse pour la chanson est publiée le 18 juin.
Le 21 janvier 2019, la vidéo devient le clip vidéo le plus regardé d'un groupe de K-pop sur YouTube, avec 620,9 millions de vues ; la vidéo a été vue en moyenne 2,5 millions de fois par jour depuis sa sortie, avec 1,95 million de vues quotidiennes en janvier 2019. Le 11 novembre 2019, le clip dépasse le milliard de vues, faisant de Blackpink le premier groupe de K-pop, le deuxième groupe de filles et le quatrième groupe de musique au total à franchir cette étape,. La vidéo dépasse ensuite les 2 milliards de vues le 4 janvier 2023, ce qui en fait la première vidéo d'un groupe K-pop à franchir ce cap, et la deuxième vidéo K-pop au total à réaliser cet exploit, après Gangnam Style (2012) de Psy.

## Performances en direct
Dans le cadre des promotions de Square Up, Blackpink présente la chanson à la télévision en direct avec Forever Young dans Show !, Music Core le 16 juin 2018. Osen fait remarquer le contraste de la performance « rafraîchissante et mélodique » de Forever Young avec le fort concept hip-hop de Ddu-Du Ddu-Du. Elles apparaissent ensuite pour la première fois sur Inkigayo le lendemain. Le 22 juin, le groupe doit interpréter le morceau au Lotte Duty Free Family Concert 2018, mais après plusieurs chansons, leur performance est brusquement interrompue avant d'avoir la chance d'interpréter Ddu-Du Ddu-Du en raison de « problèmes de sécurité ». Les fans expriment leur mécontentement quant à la gestion de la situation, car de nombreux spectateurs ont payé des billets pour voir le groupe et ne sont pas revenus après avoir été escortés hors de la scène. Les organisateurs de l'événement s'excuse rapidement pour l'incident.
Ddu-Du Ddu-Du figure sur les set lists des deux tournées du groupe : la Blackpink Arena Tour 2018 et la In Your Area World Tour (2018-20), où la chanson est utilisée comme numéro d'ouverture. Elles interprètent également la chanson au festival TGC Kitakyushu 2018 de Tokyo Girls Collection à Kitakyushu, au Japon, le 6 octobre et au SBS Super Concert à Suwon le 14 octobre. Le 1er décembre 2018, Blackpink l'interprète en direct aux Melon Music Awards 2018, où elles remportent le prix de la meilleure performance de danse féminine. Le 25 décembre, Jennie interprète son single Solo au SBS Gayo Daejeon annuel avant de retrouver le reste des membres pour la performance de Ddu-Du Ddu-Du et Forever Young.
En janvier 2019, le groupe joue avec la chanson aux 33e Golden Disc Awards et aux 8e Gaon Chart Music Awards. Le 9 février, le groupe se produit pour la première fois aux États-Unis au Grammy Artist Showcase d'Universal Music avec Ddu-Du Ddu-Du et Forever Young. Le 11 février, Blackpink fait ses débuts à la télévision américaine à New York dans The Late Show avec Stephen Colbert ; leur prestation dans la série coïncide avec le 55e anniversaire des débuts des Beatles à la télévision américaine dans le même théâtre. Elles font également une performance de la chanson au Good Morning America le lendemain. Lors du festival Coachella d'avril 2019 à Indio, en Californie, Ddu-Du Ddu-Du est également utilisé pour lors de la représentation d'ouverture. Le 31 janvier 2021, le groupe interprète la chanson dans le cadre de sa set list pour son concert virtuel The Show ; la scène est décorée d'un spectacle de feu et de pièces pyrotechniques et est transformée en un bassin peu profond. Teen Vogue écrit que la performance est « l'un des plus grands spectacles du concert ». Billboard déclaré que « les éléments feu et eau brillent » et écrit qu'elles font ressortir « certaines de leurs chorégraphies les plus complexes de tout le spectacle »

## Dans la culture populaire
La chanson est présentée dans le quatrième épisode de la troisième saison de la série de Freeform, The Bold Type en avril 2019 et dans le  épisode de la série télévisée de tvN, Mr. Queen en décembre,. Le boys band sud-coréen Stray Kids interprète God's Ddu-Du Ddu-Du (神뚜두뚜두), un mashup sur le thème de Deadpool de Ddu-Du Ddu-Du avec leur propre chanson God's Menu, lors du concours de Mnet en 2021, Kingdom: Legendary War. La chanson est également présente dans le jeu de danse Just Dance 2019.

## Liste des pistes
| CD Member Editions – version japonaise | CD Member Editions – version japonaise | CD Member Editions – version japonaise | CD Member Editions – version japonaise | CD Member Editions – version japonaise | CD Member Editions – version japonaise | CD Member Editions – version japonaise | CD Member Editions – version japonaise | CD Member Editions – version japonaise | CD Member Editions – version japonaise |
| No                                     | Titre                                  | Durée                                  |                                        |                                        |                                        |                                        |                                        |                                        |                                        |
| -------------------------------------- | -------------------------------------- | -------------------------------------- | -------------------------------------- | -------------------------------------- | -------------------------------------- | -------------------------------------- | -------------------------------------- | -------------------------------------- | -------------------------------------- |
| 1.                                     | Ddu-Du Ddu-Du                          | 3:29                                   |                                        |                                        |                                        |                                        |                                        |                                        |                                        |
| 3:29                                   |                                        |                                        |                                        |                                        |                                        |                                        |                                        |                                        |                                        |

| CD single / CD+DVD – version japonaise | CD single / CD+DVD – version japonaise     | CD single / CD+DVD – version japonaise | CD single / CD+DVD – version japonaise | CD single / CD+DVD – version japonaise | CD single / CD+DVD – version japonaise | CD single / CD+DVD – version japonaise | CD single / CD+DVD – version japonaise | CD single / CD+DVD – version japonaise | CD single / CD+DVD – version japonaise |
| No                                     | Titre                                      | Durée                                  |                                        |                                        |                                        |                                        |                                        |                                        |                                        |
| -------------------------------------- | ------------------------------------------ | -------------------------------------- | -------------------------------------- | -------------------------------------- | -------------------------------------- | -------------------------------------- | -------------------------------------- | -------------------------------------- | -------------------------------------- |
| 1.                                     | Ddu-Du Ddu-Du                              | 3:29                                   |                                        |                                        |                                        |                                        |                                        |                                        |                                        |
| 2.                                     | Ddu-Du Ddu-Du (뚜두뚜두; Version coréenne) | 3:31                                   |                                        |                                        |                                        |                                        |                                        |                                        |                                        |
| 3.                                     | Forever Young (version coréenne)           | 3:57                                   |                                        |                                        |                                        |                                        |                                        |                                        |                                        |
| 4.                                     | Really (version coréenne)                  | 3:17                                   |                                        |                                        |                                        |                                        |                                        |                                        |                                        |
| 5.                                     | See U Later (version coréenne)             | 3:18                                   |                                        |                                        |                                        |                                        |                                        |                                        |                                        |
| 14:03                                  |                                            |                                        |                                        |                                        |                                        |                                        |                                        |                                        |                                        |

| 1. | Ddu-Du Ddu-Du (clip vidéo)           |  |
| 2. | Ddu-Du Ddu-Du (behind the scenes)    |  |
| 3. | Ddu-Du Ddu-Du (dance practice video) |  |

## Classements
| Classement (2018–22)                | Meilleure position |
| ----------------------------------- | ------------------ |
| Canada (Hot 100)                    | 22                 |
| France Download (SNEP)              | 95                 |
| Japon (Hot 100)                     | 7                  |
| Malaisie (RIM)                      | 1                  |
| Nouvelle-Zélande Heatseekers (RMNZ) | 2                  |
| Russie (Tophit)                     | 43                 |
| Écosse (OCC)                        | 32                 |
| Singapour (RIAS)                    | 1                  |
| Corée du Sud (Gaon)                 | 1                  |
| Corée du Sud (K-pop Hot 100)        | 1                  |
| Royaume-Uni (UK Singles Chart)      | 78                 |
| États-Unis (Hot 100)                | 55                 |
| US World Digital Songs (Billboard)  | 1                  |
| Vietnam (Vietnam Hot 100)           | 41                 |

| Chart (2019)                 | Meilleure position |
| ---------------------------- | ------------------ |
| Corée du Sud Download (Gaon) | 100                |

| Classement (2018)   | Meilleure position |
| ------------------- | ------------------ |
| Corée du Sud (Gaon) | 1                  |

| Classement (2018)                  | Position |
| ---------------------------------- | -------- |
| Japon (Japan Hot 100)              | 57       |
| Corée du Sud (Gaon)                | 5        |
| US World Digital Songs (Billboard) | 9        |

| Classement (2019)                  | Position |
| ---------------------------------- | -------- |
| Corée du Sud (Gaon)                | 92       |
| US World Digital Songs (Billboard) | 9        |

Remarque : En Australie, l'EP Square Up se classe à la 61e place du classement des singles, mais le single n'est pas reconnu séparément.

## Ventes et certifications
| Région                                                                                                 | Certification | Ventes/Streams |
| --- | ------------- | -------------- |
| États-Unis (RIAA)                                                                                      | Or            | 500 000^       |
| France (SNEP)                                                                                          | Or            | 100 000*       |
| Royaume-Uni (BPI)                                                                                      | Argent        | 200 000        |
| Pologne (ZPAV)                                                                                         | Or            | 25 000*        |
| *Ventes selon la certification ^Mise en rayon selon la certification xNon précisé par la certification |               |                |

## Historique des versions
| Région | Date            | Version          | Format(s)                           | Étiquettes) | Catalogue  | Ref.    |
| ------ | --------------- | ---------------- | ----------------------------------- | ----------- | ---------- | ------- |
| Divers | 15 juin 2018    | coréen           | téléchargement numérique, streaming | YA          | Divers     | [ 98 ]  |
| Divers | 22 août 2018    | japonais         | téléchargement numérique, streaming | YGEX        | Divers     | [ 99 ]  |
| Japon  | 22 août 2018    | japonais         | Disque compact                      | YGEX        | AVCY-58711 | [ 100 ] |
| Japon  | 22 août 2018    | japonais         | CD + DVD                            | YGEX        | AVCY-58710 | [ 101 ] |
| Divers | 16 octobre 2019 | Remix (japonais) | téléchargement numérique, streaming | YGEX        | Divers     | [ 102 ] |